# Дуб черешчатий (Соснівка, №1)
Дуб черешчатий — ботанічна пам'ятка природи місцевого значення. Об'єкт розташований на території Мелітопольського району Запорізької області, село Соснівка.
Площа — 0,01 га, статус отриманий у 1979 році.